# Kanaima
Kanaima (Canaima, Kanaimà, Kenaima, Kanáima, Kanaimö), U sustavu vjerovanja karipskih plemena Carib, Akawayo, Makushi, Patamona i Pemon, Kanaima je zao duh koji zaposjedne ljude i tjera ih da se pretvore u smrtonosne životinje i/ili pobješnjele ubojice. Ubojice, ili Karibi koji su tražili osvetu za ubijenog rođaka, ponekad su pozivali duh Kanaima u sebe uzimajući određene droge ili provodeći određene magijske rituale.